# Грабы
Грабы (укр. Граби) — село на Украине, основано в 1540 году, находится в Иршанской поселковой общине Житомирской области.
Код КОАТУУ — 1822383603. Население по переписи 2001 года составляет 208 человек. Почтовый индекс — 11576. Телефонный код — 4142. Занимает площадь 1,193 км².